# L'Hôtel

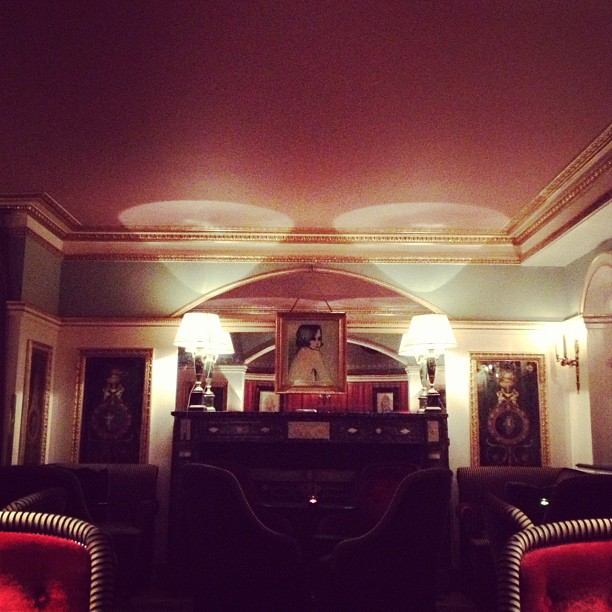
Hotellbar

L'Hôtel är ett klassiskt hotell i Paris, tidigare benämnt Hôtel d'Alsace, beläget på Rue des Beaux-Arts.
L'Hôtel är känt bland annat för att författaren Oscar Wilde bodde där under några år i slutet av 1800-talet och också dog där. Den argentinske författaren Jorge Luis Borges bodde där under upprepade perioder. Hotellet förekommer också i Jan Mårtensons deckare Döden går på cirkus från 1978.